# مسابقات هنری در المپیک تابستانی
مسابقات هنری بخشی از بازی‌های المپیک نوین در سال‌های اولیه آن، از ۱۹۴۸ تا ۱۹۱۲ بود. این مسابقات بخشی از هدف اصلی بنیانگذار جنبش المپیک، پیر دو کوبرتن بود. نشان‌ها برای آثار هنری الهام گرفته شده از ورزش به پنج دسته تقسیم می‌شود: معماری، ادبیات، موسیقی، نقاشی و مجسمه‌سازی.
مسابقات هنری داوری در سال ۱۹۵۴ کنار گذاشته شد، زیرا هنرمندان حرفه ای در نظر گرفته می‌شدند، در حالی که ورزشکاران المپیک باید آماتور باشند. از سال ۱۹۵۶، المپیاد جای آنها را گرفته است.

## تاریخچه
با تأسیس کمیته بین‌المللی المپیک (IOC) در سال ۱۸۹۴، و جشن اولین بازی‌های المپیک نوین، بارون دو کوبرتن تحقق ایده‌آل‌های خود را دید که مردان هم از نظر ذهن و هم از نظر جسمی آموزش می‌بینند و بیشتر در ورزش رقابت می‌کنند. از جنگ یکی از آرزوهای دیگر او ترکیب هنر و ورزش بود و از این رو به فکر گنجاندن رقابت هنری در بازی‌های المپیک بود.
در ماه مه ۱۹۰۶، بارون دو کوبرتن جلسه ای را در پاریس برای اعضای IOC و نمایندگان سازمان‌های هنرمندان ترتیب داد. این نشست با پیشنهاد به IOC برای برگزاری مسابقات هنری در بازی‌های المپیک در پنج حوزه (معماری، ادبیات، موسیقی، نقاشی و مجسمه‌سازی) پایان یافت. آثار هنری وارد شده باید از ورزش الهام می‌گرفت.
مقدمات برگزاری چنین مسابقاتی در بازیهای المپیک تابستانی ۱۹۰۸ که قرار بود در رم ایتالیا برگزار شود در حال انجام بود. اما سازمان دهندگان ایتالیایی به دلیل فوران وزوویوس در سال ۱۹۰۶ با مشکلات مالی مواجه شدند و مجبور به توقف آماده‌سازی شدند و IOC سازمان را در سال ۱۹۰۷ به لندن اعطا کرد. برگزارکنندگان انگلیسی قصد داشتند این مسابقات هنری را برگزار کنند، اما به دلیل زمان کوتاه آماده‌سازی، این مسابقات لغو شد. برگزارکنندگان احساس کردند که هنرمندان زمان کافی برای ارسال آثار خود را ندارند.
پیر دو کوبرتن ناامید نشد و به دنبال گنجاندن رویدادهای هنری در برنامه بازی‌های المپیک تابستانی ۱۹۱۲ بود که در استکهلم سوئد برگزار می‌شد. اگرچه سوئدی‌ها در ابتدا مخالفت کردند، اما با ایده هنر توأم با رقابت مخالفت کردند، اما در پایان پذیرفتند. تعداد شرکت کنندگان نسبتاً ناامید کننده بود: تنها ۳۵ هنرمند شناخته شده است که آثار هنری را به سوئد ارسال کرده‌اند، اما نشان‌های طلا در هر پنج رشته اهدا شد.
هنگامی که نخستین بازی‌های المپیک پس از جنگ جهانی در بلژیک ویران شده از جنگ برگزار شد، مسابقات هنری دوباره در برنامه بود، اگرچه آنها چیزی بیش از یک نمایش فرعی بودند. این برای بازی‌های المپیک تابستانی ۱۹۲۴ پاریس متفاوت بود. این مسابقات برای نخستین بار جدی گرفته شد و ۱۹۳ هنرمند آثار ارسال کردند. این رقم شامل سه هنرمند اهل شوروی بود، حتی اگر اتحاد جماهیر شوروی رسماً در بازی‌های المپیک که آنها آن را یک جشنواره «بورژوایی» می‌دانستند، شرکت نکرد.
این رشد در المپیک ۱۹۲۸ آمستردام ادامه یافت، جایی که بیش از ۱۱۰۰ اثر هنری در موزه شهرداری به نمایش گذاشته شد، بدون احتساب آثار ارسالی در ادبیات، موسیقی و معماری. هنرمندان اجازه داشتند آثار خود را در پایان نمایشگاه به فروش برسانند، که با توجه به سیاست آماتوری IOC، که همه رقبا را ملزم به آماتور بودن می‌کرد، بسیار بحث‌برانگیز بود. در آمستردام، تعداد رویدادها نیز افزایش یافت، زیرا چهار رشته از پنج رشته هنری تقسیم شدند و رویدادهای بیشتری ایجاد کردند.
به دلیل اقتصاد و موقعیت دورافتاده لس آنجلس، شرکت در رویدادهای ورزشی بازی‌های ۱۹۳۲ کمتر از سال ۱۹۲۸ بود. مسابقه هنری دچار این مشکل نشد و تعداد آثار هنری وارد شده ثابت ماند. نمایشگاه آنها ۳۸۴۰۰۰ بازدید کننده را به موزه تاریخ طبیعی لس آنجلس کشاند. مسابقات هنری نیز در برلین (۱۹۳۶) و لندن (۱۹۴۸) با موفقیت قابل قبولی برگزار شد، اگرچه تعداد آثار شرکت‌کننده تا سال ۱۹۴۸ به میزان قابل توجهی کاهش یافت.
در سال ۱۹۴۹، گزارشی در نشست IOC در رم ارائه شد که در آن به این نتیجه رسیدند که عملاً همه شرکت کنندگان در مسابقات هنری حرفه ای هستند و بنابراین باید مسابقات لغو شود و با نمایشگاهی بدون جوایز یا نشان جایگزین شود. این موضوع بحث داغی را در IOC به راه انداخت. در جلسه ای در سال ۱۹۵۱، IOC تصمیم گرفت تا مسابقات المپیک ۱۹۵۲ هلسینکی را از سر بگیرد. با این حال، برگزارکنندگان ادعا کردند که زمان کافی وجود نداشت و مسابقه هنری برگزار نشد. به جای آن یک نمایشگاه هنری برپا شد.
این موضوع همچنان در جنبش المپیک مورد بحث قرار گرفت و در چهل و نهمین نشست IOC در آتن، ۱۹۵۴، اعضای کمیته بین‌المللی المپیک به جایگزینی مسابقات هنری با نمایشگاهی برای المپیک آینده رای دادند. چندین تلاش برای گنجاندن مجدد آنها انجام شده است، اما موفقیت‌آمیز نبود.
با وجود عدم برگزاری مسابقات هنری، بازی‌های المپیک همچنان با نمایشگاه‌های هنری مرتبط است. منشور المپیک سازمان دهندگان بازی‌های المپیک را ملزم می‌کرد که برنامه ای از رویدادهای فرهنگی را در نظر بگیرند تا «در خدمت ارتقای روابط هماهنگ، درک متقابل و دوستی بین شرکت کنندگان و سایر شرکت کنندگان در بازی‌های المپیک باشد».

## مسابقات
از سال ۱۹۴۸ تا ۱۹۱۲ قوانین مسابقات هنری متفاوت بود، اما هسته اصلی قوانین یکسان باقی ماند. همه آثار وارد شده باید از ورزش الهام گرفته می‌شدند و باید اصیل باشند (یعنی قبل از مسابقه منتشر نشده باشند). مانند رویدادهای ورزشی در المپیک، مدال‌های طلا، نقره و برنز به هنرمندانی که بالاترین امتیاز را داشتند اهدا می‌شد، اگرچه همه مدال‌ها در هر مسابقه اهدا نمی‌شد. در چند مورد، در واقع، هیچ مدالی ارائه نشد.
عموماً برای هنرمندان مجاز بود که چندین اثر را وارد کنند، اگرچه گاهی اوقات حداکثر تعداد تعیین می‌شد. این امکان را برای یک هنرمند فراهم کرد که در یک مسابقه جوایز متعددی را کسب کند.
زمانی پیشنهادهایی شامل رقص، فیلم، عکاسی یا تئاتر نیز وجود داشت، اما هیچ‌یک از این اشکال هنری هرگز به عنوان رشته در بازی‌های المپیک گنجانده نشد. با این حال، رقص بریک در المپیک ۲۰۲۴ پاریس گنجانده خواهد شد.

### معماری

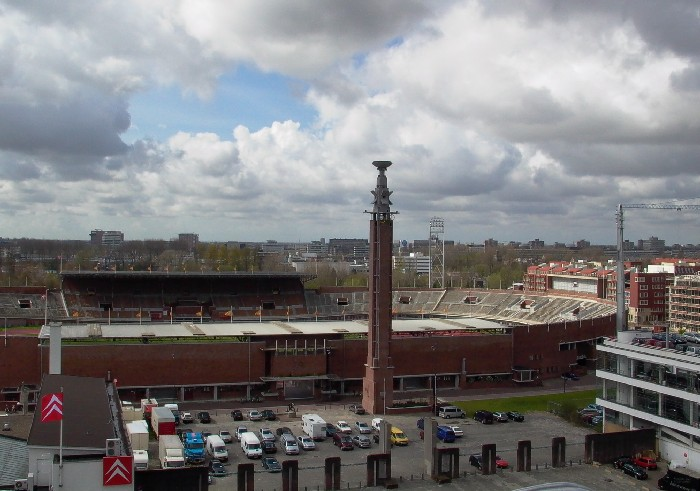
ورزشگاه المپیک ۱۹۲۸ که توسط یان ویلز طراحی شد، مدال طلای معماری را در المپیک ۱۹۲۸ به دست آورد.

تا قبل از بازی‌های آمستردام در سال ۱۹۲۸، رقابت‌های معماری به دسته‌بندی تقسیم نمی‌شد. بازی‌های ۱۹۲۸ یک دسته برنامه‌ریزی شهری را معرفی کردند. با این حال، تقسیم‌بندی همیشه مشخص نبود و به برخی از طرح‌ها در هر دو بخش جوایزی اهدا شد.
نوشته‌های این رده مجاز بودند قبل از المپیک «منتشر» شده باشند. نمونه بارز این مدال طلای معماری در سال ۱۹۲۸ است که به یان ویلس برای طراحی ورزشگاه المپیک مورد استفاده در همان المپیک اعطا شد.

### ادبیات
مسابقات ادبی به دسته‌های مختلفی تقسیم شدند. تا سال ۱۹۲۴ و مجدداً در سال ۱۹۳۲، تنها یک دسته ادبیات وجود داشت. در سال ۱۹۲۸، مقوله‌های جداگانه‌ای برای ادبیات نمایشی، حماسی و غنایی معرفی شد. جوایز در این بخش‌ها نیز در سال ۱۹۴۸ اهدا شد، در حالی که بخش نمایش در سال ۱۹۳۶ حذف شد.
آثار وارد شده از نظر طول محدود بودند (۲۰۰۰۰ واژه) و می‌توانستند به هر زبانی ارسال شوند، مشروط بر اینکه با ترجمه یا خلاصه انگلیسی و/یا فرانسوی همراه باشند (قوانین در طول سال‌ها متفاوت بودند).

### موسیقی
یک رویداد واحد برای موسیقی تا سال ۱۹۳۶ برگزار شد، زمانی که سه دسته معرفی شد: یکی برای موسیقی ارکسترال، یکی برای موسیقی دستگاهی، و دیگری برای هر دو موسیقی انفرادی و کرال. در سال ۱۹۴۸، این دسته‌بندی‌ها کمی به موسیقی کر/ارکستر، دستگاهی/ مجلسی و آواز تغییر یافت.
هیئت داوران اغلب در قضاوت قطعاتی که روی کاغذ وارد شده بودند، مشکل داشتند. که احتمالاً مربوط به داوری مشکل ساز بود، هیئت داوران اغلب تصمیم می‌گرفتند فقط چند جایزه اهدا کنند. در دو نوبت، هیچ جایزه ای (در رده موسیقی ۱۹۲۴ و در رده موسیقی دستگاهی ۱۹۳۶) اهدا نشد.
سال ۱۹۳۶ تنها موقعیتی بود که آثار موسیقایی برنده واقعاً در برابر تماشاگران پخش شدند.
یوزف سوک تنها نوازنده مشهوری است که در مسابقات شرکت کرده است و در سال ۱۹۳۲ نشان نقره را از آن خود کرد.

### نقاشی

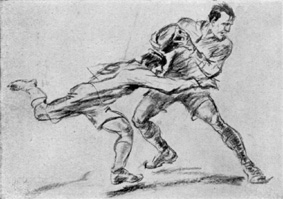
ژان ژاکوبی تنها هنرمندی است که دو مدال طلا کسب کرده است. او دومین نقاشی خود را با عنوان راگبی به دست آورد.

مانند سایر اشکال هنری، یک دسته نقاشی تا سال ۱۹۲۸ در برنامه بود، زمانی که به سه زیر شاخه تقسیم شد: طراحی، هنرهای گرافیک، و نقاشی. سپس دسته‌بندی‌ها در هر یک از بازی‌های المپیک بعدی تغییر کردند. در سال ۱۹۳۲، این سه دسته عبارت بودند از: نقاشی، چاپ دستی، و آبرنگ / طراحی. چهار سال بعد، مقوله چاپ ناپدید شد و جای خود را به هنرهای گرافیکی و گرافیک تجاری داد. در مسابقه نهایی هنر المپیک، سه دسته هنرهای کاربردی و صنایع دستی، حکاکی / قلمزنی و رنگ روغن / آب بودند.

### مجسمه‌سازی
رشته مجسمه‌سازی تا سال ۱۹۲۸، زمانی که دو مسابقه جداگانه تعیین شد، تنها یک دسته داشت. یکی برای مجسمه و یکی برای نقش برجسته و نشان. در سال ۱۹۳۶، این موضوع بیشتر تقسیم شد و نقش برجسته‌ها و مدال‌ها را به دسته‌های خاص خود تفکیک کرد.

## رقبای قابل توجه
در حالی که تعدادی از مدال آوران هنر المپیک حداقل به شهرت ملی دست یافته‌اند، تعداد کمی از آنها را می‌توان هنرمندان شناخته شده در سطح جهانی در نظر گرفت. در واقع، در بازی‌های ۱۹۲۴ اعضای هیئت داوران شناخته‌شده‌تری نسبت به هنرمندان حضور داشتند و هنرمندانی مانند سلما لاگرلوف و ایگور استراوینسکی در مورد آثار وارد شده داوری می‌کردند.

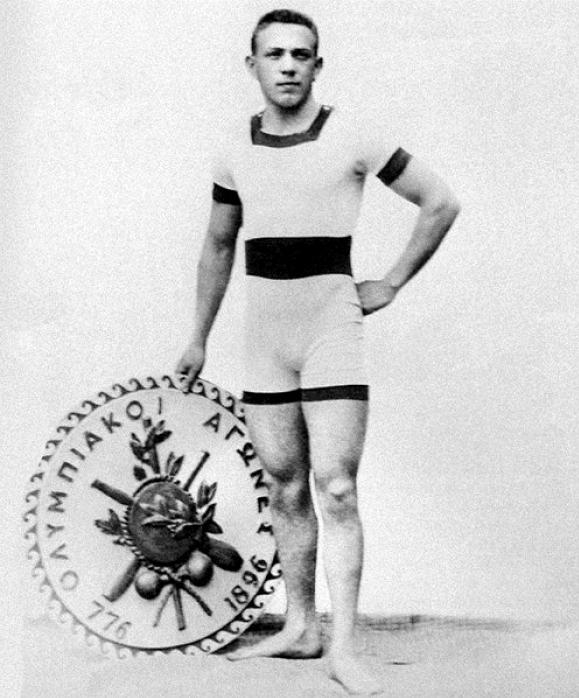
آلفرد هاژوس یکی از تنها دو المپیکی است که در مسابقات ورزشی و هنری مدال کسب کرده است.

با قضاوت بر اساس مدال‌های کسب شده، نقاش لوکزامبورگ ژان ژاکوبی موفق‌ترین هنرمند المپیک است که مدال طلا را برای نقاشی Étude de Sport در سال ۱۹۲۴ و برای طراحی راگبی در سال ۱۹۲۸ به دست آورد. هنرمند سوئیسی ، الکس دیگلمان، سه مدال، یک مدال طلا در سال ۱۹۳۶ (برای پوستر خود Arosa I Placard)، و یک نقره و یک برنز در کلاس هنرهای کاربردی و صنایع دستی ۱۹۴۸، هر دو با پوسترهای تجاری، به دست آورد. یوزف پترسن، نویسنده دانمارکی، در سال‌های ۱۹۴۸، ۱۹۳۲ و ۱۹۲۴ مدال نقره را در سه نوبت به دست آورد.
تنها دو نفر در مسابقات ورزشی و هنری مدال‌های المپیک را کسب کرده‌اند. والتر دبلیو. وینانس، آمریکایی که در انگلستان زندگی می‌کرد، در مسابقات آهوهای دونده (دبل شوت) در بازی‌های المپیک تابستانی ۱۹۰۸ به عنوان تیرانداز به مدال طلا رسید. در سال ۱۹۱۲، او مدال دیگری در تیراندازی - این بار نقره - در مسابقات تیمی آهوهای دونده به دست آورد. تا آن زمان، او قبلاً برای مجسمه‌اش «تروتر آمریکایی» مدال طلا گرفته بود. دیگر قهرمان المپیک با موفقیت در هر دو زمینه آلفرد هانوش از مجارستان است. او به عنوان یک شناگر در المپیک ۱۸۹۶ آتن دو مدال طلا کسب کرد. بیست و هشت سال بعد، به دلیل طراحی ورزشگاهش که با همکاری دژو لوبر طراحی شده بود، مدال نقره معماری دریافت کرد.
دو رئیس کمیته بین‌المللی المپیک نیز از جمله شرکت کنندگان در مسابقات هنری المپیک بوده‌اند. در سال ۱۹۱۲، پیر دو کوبرتن، با نام مستعار "ژرژ هورود و مارتین اشباخ" وارد ورزش "Ode to Sport" شد که برنده مدال طلا شد. آوری بروندیج که به عنوان یک ورزشکار در بازی‌های ۱۹۱۲ شرکت کرد، در المپیک ۱۹۳۶ و ۱۹۳۲ وارد آثار ادبی شد و در سال ۱۹۳۲ جایزه افتخاری را کسب کرد. او از سال ۱۹۷۲ تا ۱۹۵۲ به عنوان رئیس IOC خدمت می‌کرد.
جان کاپلی بریتانیایی، برنده مدال نقره در رقابت‌های حکاکی و قلمزنی در سال ۱۹۴۸، ۷۳ سال سن داشت و او را به مسن‌ترین مدال آور المپیک در تاریخ تبدیل کرد. مسن‌ترین مدال آور المپیک خارج از مسابقات هنری، تیرانداز سوئدی اوسکار شواهن است که آخرین مدال خود را در سن ۷۲ سالگی به دست آورد.

## جدول مدال‌های تمام دوران (۱۹۴۸–۱۹۱۲)
| رتبه            | کشور                      | طلا | نقره | برنز | مجموع |
| --------------- | ------------------------- | --- | ---- | ---- | ----- |
| ۱               | آلمان (GER)               | ۷   | ۷    | ۹    | ۲۳    |
| ۲               | ایتالیا (ITA)             | ۵   | ۷    | ۲    | ۱۴    |
| ۳               | فرانسه (FRA)              | ۵   | ۴    | ۵    | ۱۴    |
| ۴               | ایالات متحده آمریکا (USA) | ۴   | ۵    | ۰    | ۹     |
| ۵               | بریتانیای کبیر (GBR)      | ۳   | ۵    | ۱    | ۹     |
| ۶               | اتریش (AUT)               | ۳   | ۳    | ۳    | ۹     |
| ۷               | لهستان (POL)              | ۳   | ۲    | ۳    | ۸     |
| ۸               | فنلاند (FIN)              | ۳   | ۱    | ۱    | ۵     |
| ۹               | سوئیس (SUI)               | ۲   | ۴    | ۱    | ۷     |
| ۱۰              | بلژیک (BEL)               | ۲   | ۱    | ۵    | ۸     |
| ۱۱              | هلند (NED)                | ۲   | ۱    | ۳    | ۶     |
| ۱۲              | لوکزامبورگ (LUX)          | ۲   | ۱    | ۰    | ۳     |
| ۱۳              | سوئد (SWE)                | ۲   | ۰    | ۲    | ۴     |
| ۱۴              | مجارستان (HUN)            | ۱   | ۲    | ۱    | ۴     |
| ۱۵              | یونان (GRE)               | ۱   | ۰    | ۰    | ۱     |
| ۱۶              | دانمارک (DEN)             | ۰   | ۵    | ۴    | ۹     |
| ۱۷              | ایرلند (IRL)              | ۰   | ۱    | ۲    | ۳     |
| ۱۷              | چکسلواکی (TCH)            | ۰   | ۱    | ۲    | ۳     |
| ۱۹              | آفریقای جنوبی (RSA)       | ۰   | ۱    | ۱    | ۲     |
| ۱۹              | کانادا (CAN)              | ۰   | ۱    | ۱    | ۲     |
| ۲۱              | نروژ (NOR)                | ۰   | ۱    | ۰    | ۱     |
| ۲۲              | ژاپن (JPN)                | ۰   | ۰    | ۲    | ۲     |
| ۲۳              | موناکو (MON)              | ۰   | ۰    | ۱    | ۱     |
| مجموع (۲۳ کشور) | مجموع (۲۳ کشور)           | ۴۵  | ۵۳   | ۴۹   | ۱۴۷   |